# Davi Arrigucci junior
Davi Arrigucci Júnior (* 7. Mai 1943 in São João da Boa Vista, Brasilien) ist ein brasilianischer Autor und Literaturwissenschaftler.
Davi Arrigucci Júnior war Professor für Literaturtheorie an der Universität von São Paulo. Er publizierte unter anderem Bücher über Julio Cortázar, Manuel Bandeira, Murilo Mendes, Carlos Drummond de Andrade und den Modernismo Brasileiro.
Er erhielt zahlreiche Preise, unter anderem 1979 den Literaturpreis Prêmio Jabuti für das Buch Achados e Perdidos und 1987 den Literaturpreis Prêmio APCA für das Buch Enigma e Comentário.
2004 und 2009 nahm er an der Festa Literária Internacional de Paraty teil.

## Werke
- Achados e Perdidos. Ensaios de Crítica. São Paulo, 1979.
- Enigma e Comentário. Ensaios Sobre Literatura e Experiência. São Paulo, 1987.
- Humildade, Paixão e Morte: A Poesia de Manuel Bandeira. São Paulo, 1990.
- O Cacto e as Ruínas. São Paulo, 1997.
- Outros Achados e Perdidos. São Paulo, 1999.
- El Alacrán Atrapado. La poética de la destrucción en Julio Cortázar. Mexiko, Guadalajara, 2002.
- Coração Partido. Uma análise da Poesia reflexiva de Drummond. São Paulo, 2002.
- O escorpião encalacrado (A poética da destruição em Julio Cortázar). São Paulo, 2003.
- Humildade, paixão e morte. A poesia de Manuel Bandeira. São Paulo, 2003.
- Ugolino e a Perdiz. São Paulo, 2003.
- Rocambole. São Paulo, 2005.